# حرباء ريبيل
حرباء ريبيل أو ريبيليونية (الاسم العلمي: Rieppeleon)، جنس حرابي صغيرة بنية اللون، تستوطن في الغابات والسافانا في وسط شرق أفريقيا (تمتد قليلًا إلى جمهورية الكونغو الديمقراطية). توجد في المستويات المنخفضة لأدغال، أو على الأرض بين مخلفات الحشائش أو الأوراق. وسمي الجنس على عالم النبات الأمريكي أوليفير ريبيل.